# Piceatanol
El piceatanol es un estilbenoide y un compuesto fenólico.

## Se encuentra natural
El piceatanol y su glucósido, la astringina, son compuestos fenólicos que se encuentran en las raíces micorrizadas y no micorrizadas de Picea abies. También se puede encontrar en las semillas de la palma Aiphanes horrida y en Gnetum cleistostachyum. La estructura química del piceatanol se estableció por Cunningham et al. siendo clasificado como un análogo del resveratrol.

### En alimentación
El piceatanol es un metabolito de resveratrol que se encuentra en el vino tinto. La astringina, un glucósido de piceatanol, también se encuentra en el vino tinto.

## Estudio bioquímico
Un estudio de 1989 in vitro encontró que piceatanol bloquea a la proteína viral LMP2A, una tirosina quinasa implicada en la leucemia, de linfoma no-Hodgkin y otras enfermedades asociadas con el virus de Epstein-Barr. En 2003, esto impulsó el interés de investigación en piceatanol y su efecto en estas enfermedades
Inyectado en ratas, el piceatanol muestra una rápida glucuronidación y una pobre biodisponibilidad, según un estudio realizado en 2006.
Un estudio de 2012 de la Universidad Purdue encontró que las células de grasa en el cultivo, en presencia de piceatanol, altera el calendario de expresiones de los genes, funciones de los genes y de la acción de la insulina, lo que resulta en la demora o la inhibición completa de la adipogénesis.